# San Vittore
San Vittore (literalmente San Víctor) es una comuna suiza del cantón de los Grisones, situada en la región de Moesa. Limita al este con las comunas de Arvigo y Buseno, al sureste y sur con Roveredo, y al oeste con Lumino (TI), Claro (TI) y Cresciano (TI).
La localidad de Monticello, la cual se encuentra enclavada en la comuna de Roveredo, también limita con la comuna de Germasino (ITA-CO).